# トラピストビール

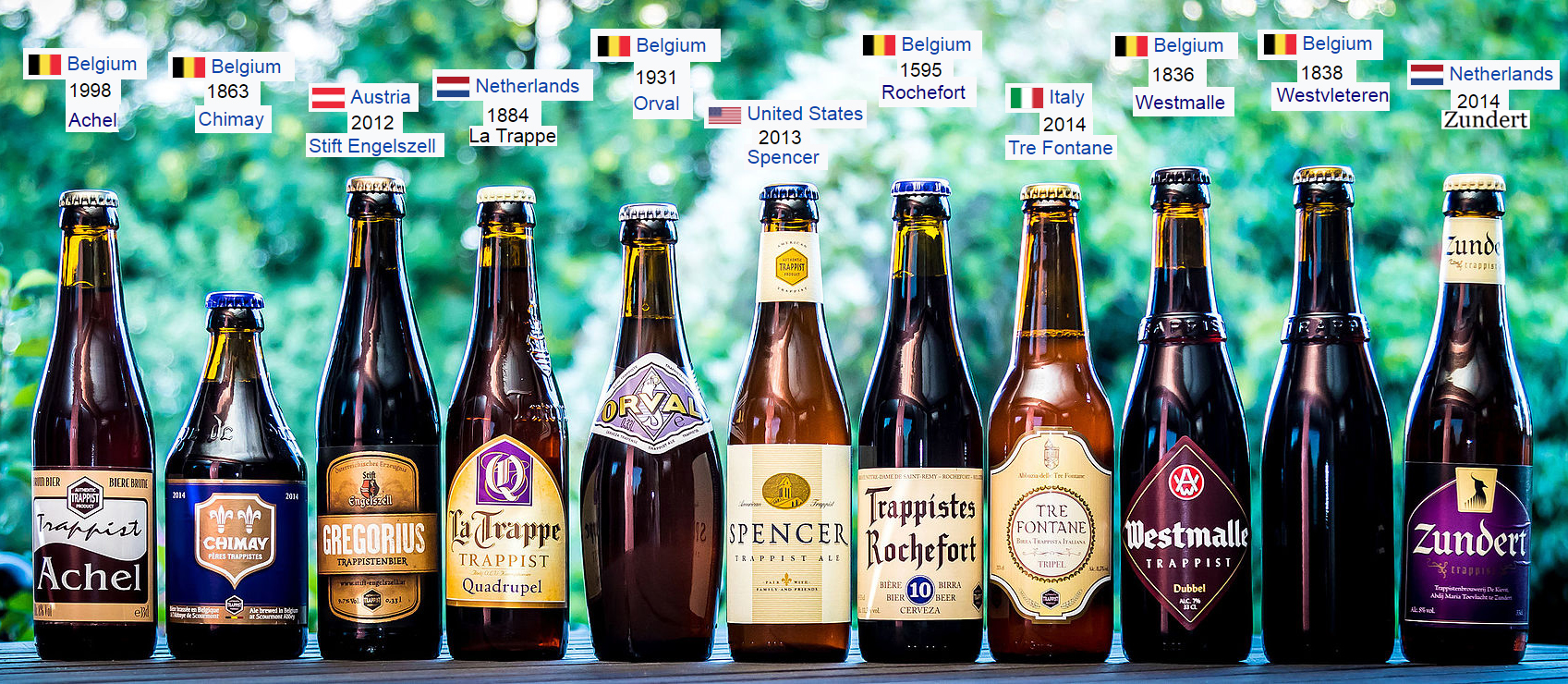
トラピストビールの製品例: アヘル、シメイ、グレゴリアス（エンゲルスツェル）、ラ・トラッペ、オルヴァル、スペンサー、ロシュフォール、トレフォンターネ、ウェストマール、ウェストフレテレン、ズンデルト

トラピストビールは、トラピスト会修道院で作られる上面発酵ビールの呼称である。
世界の171あるトラピスト会修道院のうち11箇所のみで生産されている（2021年1月現在）。
これらの醸造所では、トラピスト会修道士の協会によって定められた規則を遵守することで、トラピストビールのロゴが入ったラベルと名称の使用が認められている。

## 歴史
ヨーロッパでは飲用に適した水を確保するのが難しかったため、代わりとなる飲料が発達した。修道院でも中世の頃から保存の利く飲み物としてビールやワイン等が作られ、振る舞われてきた。
修道院でのビールの醸造は、計画を含めれば820〜830年に作られたザンクト・ガレンの修道院平面図にその記述があるが、実際に作られたものは11世紀頃に現在のシメイ (ベルギー)にあるスクールモン修道院のものが始まりといわれている。フランス革命の際には修道院の破壊や修道士の追放もあったが、19世紀頃には製法が確立した。20世紀に入ると第一次世界大戦で醸造用設備の略奪などがあり製造の中断もあったが、積極的な再建が行われ現在にいたる。

## 概要
トラピストビールの呼称は1962年にベルギー貿易通商裁判所が承認し法的に保護されたものである。
1997年には名前の乱用を防ぐため国際トラピスト会修道士協会（ITA）を設立し、基準を満たした商品にのみ「Authentic Trappist Product」の文字の入った六角形ロゴマークが印刷されたラベルの使用を許可する取り決めをしている。基準とは下記の通りである。
- トラピスト会修道院の修道士が自ら醸造するか、修道士の監督の元で醸造されたものであること。
- 修道院の敷地内の醸造所で醸造されていること。
- 販売は営利目的で行ってはならず、収益は修道院のメンテナンスや運営費用に充て、残額は慈善団体に寄付すること。

なお、修道院のスタイルのビールという意味ではアビイビール（Abbey beer、アベイビールとも）という分類がある。通常アビイビールという場合はトラピストビール以外の物を指す。

## 特徴
トラピストビールは上面発酵のエールで、瓶詰後にも発酵熟成が継続して行われる（再発酵が行われる）点に特徴がある。そのため、瓶のサイズや、製造からの日数、年数により同じ銘柄でも味が異なってくる。
各醸造所毎に個性的で多彩なビールを醸造しているが、全体としてはアルコール度数が比較的高い傾向があり、長期保存が行える。一例としてシメイ・ブルーは5年の保存が効く。
専用のグラスは概ね聖杯型のデザインである。

## 醸造所
2018年6月時点では、以下の12箇所の修道院（醸造所）がITAより認定されている。
- ロシュフォール - （サン・レミ修道院、ベルギー）1595年
- ウェストマール - （聖心ノートルダム修道院、ベルギー） 1836年
- ウェストフレテレン - （シント・シクステュス修道院、ベルギー） 1838年
- シメイ - （スクールモン修道院、ベルギー） 1863年
- ラ・トラッペ - （コニングスホーヴェン修道院、オランダ） 1884年
- オルヴァル - （オルヴァル修道院、ベルギー） 1931年
- アヘル - （アヘル修道院、ベルギー） 1998年
- グレゴリアス - （スティフト・エンゲルスツェル修道院（英語版）、オーストリア） 2012年
- スペンサー - （セントジョゼフ修道院（英語版）、アメリカ合衆国マサチューセッツ州） 2013年
- ズンデルト（英語版） - （アブダイ・マリア・トゥーフルフト修道院（オランダ語版）、オランダ） 2013年
- トレフォンターネ - （トレフォンターネ修道院（イタリア語版）、イタリア） 2015年
- ティント・メドウ - （マウント聖バーナード修道院（英語版）、イギリス） 2018年

ラ・トラッペは高齢化と人手不足もあり1996年に民間業者と契約し製造スタッフを外部から迎え入れた。修道士が製造に携わらなくなったため、同年12月1日から名称とロゴの使用を取り消されたが、2005年に回復している。
この他、フランスのモンデカ修道院で販売されるビール・モンデカがトラピストビールとされることもあるが、醸造をスクールモン修道院に委託しており、「自身の敷地内で醸造しなければならない」との規則に反するため、「Authentic Trappist Product」の文字の入った六角形ロゴマークは使用されていない。